# Preben Møller Hansen
Preben Møller Hansen, född 1929 i Köpenhamn, död 2008, var en dansk politiker. 
Efter att han gått ur skolan och under några år arbetat på fabrik gick han 1948 till sjöss. Han gick med i Danmarks kommunistiska parti 1956. Mellan 1968 och 1991 var han ledare för sjömännens fackförbund. Han grundade Fælles Kurs 1980 och ledde partiet fram till 1998. Mellan 1997 och 2001 satt han i Köpenhamns stadsfullmäktige.